# Рудник Мајданпек
Рудник Мајданпек је рудник бакра који се налази у Мајданпеку, у северном делу источне Србије. Један је од најстаријих рудника на подручју Србије. Рудник се састоји од два површинска копа: Јужни ревир и Северни ревир,као и Флотације бакра Мајданпек. У руднику бакра Мајданпек главни ресурс представља руда бакра,а у мањим количинама руде сребра и злата. Према проценама локалитет рудника Мајданпек представља једно од најбогатијих налазишта руде злата у свету. Рудник бакра Мајданпек послује у саставу компаније РТБ Бор.

## Историја рударства на подручју Мајданпека
Савремена археолошка истраживања потврђују да се корени рударства на тлу Србије налазе у праисторији на подручју Мајданпека. Међу репрезентативне споменике културе рударства и археометалургије раног енолитског периода сврстава се рудник бакра Рудна Глава код Мајданпека, један од најстаријих рудника за које се данас зна. На локалитету је откривено и истражено више окана и канала одакле потиче обиман фонд налаза: камени батови-облуци различитих величина и намена, керамички судови, жртвеници, коштани алати, укључујући копаче од јеленског рога. Експлоатисани су минерали малахит и азурит. Упркос зубу времена, на Рудној Глави је било могуће следити развој примарног рударства и металургије у раном енолиту. Рударство бакра на Рудној Глави везује се за крај VI и прву половину V миленијума пре нове ере.

## Историја рудника

### Припремни период (1830—1848)
Прве планове за отварање рудника у Мајданпеку спроводи кнез Милош Обреновић.
Милош Обреновић, по успешно изведеном устанку 1815. године, није смео одмах у први план да стави отварање рудника. Постојао је оправдан страх да ће гласине о рудном благу Србије отворити апетите великих сила, на чију се подршку рачунало у дипломатској борби за коначно ослобођење. Тек после хатишерифа из 1830. године, којим Србија добија минималну независност, Милош се осмелио на први корак: позива стране стручњаке да изврше проспекцију рудног богатства Србије и сачине план његовог коришћења. Потом бира прве питомце и шаље их на страну да сврше потребне рударске школе.
Странац кога је Милош позвао у Србију да истражи њено рудно благо, био је Барон Хердер, први човек Саксонског рударства, и по општем мишљењу, водећи рударски стручњак Европе тога доба. На подручју Мајданпека боравио је с јесени 1835. године. Трагова старог рударства било је свуда, али од насеља више није било ништа: нашао је само "три мале колибе са три влашке породице". Сматрао је, међутим, да је нашао бакра и гвожђа у толикој количини да ће овај крај бити један од најбогатијих у Европи. Смело се предвиђало да се рудник толико може развити и да ће имати преко 10000 запослених.

### Почетак рада у Мајданпеку
Рударски радови у Мајданпеку почелу су маја 1849. године, пошто је управу над предузећем преузео Јозеф Абел. У том периоду је примљено доста избеглица из Банатa у кнежевску рударску службу. Сви су били Румуни. Реч је о румунском живљу, познатом у Банату под називом "Буфени". Управа рудника није била задовољна избеглицама из Баната, нарочито не њиховом стручношћу. Чим је револуција у Мађарској угушена, многи су се вратили натраг у Банат. Истовремено је дошло до кризе у рудницима Смолника (рударска покрајина Спиш, данас у Словачкој). Наступила је беспослица, због које је управа тамошњих рудника намеравала неколико стотина рудара послати на рад у друге руднике у Европи. За српску владу ово је била изванредно повољна прилика да смолничким рударима понуди посао у Мајданпеку. Нудећи примамљиве услове, влада је успела да заврбује око 100 радника из Смолника и Арадњике, и ови су са породицама кренули пут Србије 2. маја 1850. године. Водио их Стеван Павловић, један од тројице првих српских рударских инжењера, школованих у Шемницу.
У пустој долини Малог Пека, одсеченој од света густим и непроходним шумама, за кратко време остварен је прави подвиг: подигнута су комплетна постројења за рударство и металургију гвожђа и бакра. Готово преко ноћи у пределу Хомоља изникао је савремени рудник, достојан назива "звезде Оријента" који су му дали угледни странци који су имали прилике тада да га виде.

### Прва криза и затварање рудника 1885. године
Врло брзо се увидело да у Мајданпеку не иде све како треба. Државна комисија утврдила је, између осталог, да овај подухват није праћен одговарајућим законима, да је руковођење предузећем неадекватно, да је довођење страних радника тешко и скупо, да међу чиновницима влада суревњивост и неслога. Сви радници су били отпуштени, сем 6 административних радника, 2 полицајца и 22 чувара.

### Обнова и страни капитал
Државна комисија, коју је министарство финансија формирало да испита узроке пропасти Мајданпека у првој фази обнове (1849—1858) истовремено је требало да предложи и решење шта даље ваља чинити с овим рудником. Она је без увијања ставила до знања да га треба или продати или дати под закуп приватним лицима. Предлог комисије верификовала је Народна скупштина. Како у Србији није било довољно богатих појединаца који би могли своје новце уложити у тако скуп подухват, пут за страни капитал био је отворен. Вести о томе пронеле су новине широм западне Европе.
Између многих заинтересованих закупаца, издвојили су се Аустријанци и Французи. Због политичких промена на врху Србије (повратак кнеза Милоша на власт 1859. год.), извесну предност су добили Французи. Рудник је био у њиховом власништву до 1866. године. Њихово управљање Мајданпеком било је тако катастрофално, да су само после 7 година рада буквално протерани из Србије. Ни до дан-данас се није у потпуности сазнало шта је у Мајданпеку, у време Француза произведено и колико. Поуздано се зна само да су Французи прерадили оно што је остало иза претходника, и то за потребе тополивнице у Крагујевцу.
Док је нова државна комисија испитивала узроке неуспеха Француза и оцењивала штету који су они нанели, рудник је привремено уступљен Министарству војном, за чије је потребе углавном и до тада радио. Војна управа је настојала барем да подмири потребе тополивнице у Крагујевцу, како ова не би морала да набавља бакар са стране.
Мајданпечко рудиште, закупила је 1868. године једна енглеска компанија, са седиштем у Лондону. Енглези нису прошли боље од Француза: остали су упамћени само по разбојничком уништавању шума и по суровом обрачуну са сељацима Дебелог Луга, које су хтели да раселе. Главни представник Енглеске компаније био је Џилијан Хорн Толме. За време његове 12-то годишње експлоатације, рудник је доживео коначни слом. Само Друштво је банкротирало, а његови чиновници протерани су из Мајданпека 1881. године.

### Џон Холвеј (1882—1885)
Почетком 1882. године рудник прелази у руке познатог рударског стручњака, Енглеза Џона Холвеја, с којим је био закључен уговор на три године о увођењу нове методе за добијање бакра. Према Каницу, нова метода се огледала у следећем: у коморним пећима сличним Бесемеровим конверторима, довођењем јаке ваздушне струје, без горива, требало би да се сумпором богате руде са 1-1,5% бакра, у пуњењима од по 70 тона руде за 20-22 часа, претворе у бакренац са 20-25% бакра. Упркос пробама са сумњивим успехом, како даље примећује Каниц, Холвеј је добио рудник на 50 година са обавезом да убудуће прерађује не само богатије већ и сиромашније руде. Поред тога требало је да одмах приступи обнављању шума које су његови претходници опустошили.
У амбициозни аранжман са Холвејом држава је ушла и са планом да се изгради железница од Мајданпека до пристаништа на Дунаву код Доњег Милановца. На жалост, предузимљиви Холвеј нити је потврдио исплативост своје технолошке иновације, нити је у потпуности испунио очекивања у погледу железнице! Пошто је сталним аконтацијама на рачун бакра, које је тек требало отпремити, Холвеј доспео у потпуну зависност од бечке фирме Шодоар, и ова је најзад 1885, уз сагласност српске владе, преузела Мајданпек, а несуђени иноватор мора је да га напусти сасвим упропашћен. За утеху, иза њега је остала локомотива, названа по актуелном и тек крунисаном српском краљу Милану Обреновићу- "Милан". Овом локомотивом почиње историја српске и балканске железнице, јер је урађена у браварској радионици мајданпечког рудника марта 1882. године, две године пре него што је пуштена у саобраћај пруга Београд-Ниш.

### Шодоар (1885—1900)
После одласка Џона Холвеја из Србије, његов главни поверилац бечка фирма Шодоар успева да, пристанком српске владе, 26. јуна 1885. године, добије у закуп Мајданпек и Рудну Главу. Фирма Шодоар је у ствари било белгијско предузеће са малим учешћем аустроугарског капитала, са седиштем у Бечу. На њеном челу стајао је Густав Шодоар који је примио постројења Мајданпека за 720.000 франака. И о раду Шодоара мишљења су била неповољна. Против њега стално стижу тужбе, а са овим тужбама слажу се и мишљења Рударског одељења, да се у Мајданпеку не ради онако како је уговором предвиђено. Посебна комисија Рударског одељења замера Шодоару што је одустао од експлоатације гвожђа, да немилице сече шуму, а не води рачуна о њеном подмлађивању и да не обнавља уређаје у руднику.
Према извршеном инвентару предузећа комисија је утврдила да се вредност постројења смањила за 300.000 франака. Потпуно незадовољно Шодоаром, који је по општем мишљењу видно уназадио предузеће, Министарство народне привреде Србије му је 1900. године одузело концесије и његове представнике удаљило из Мајданпека.

### Експлоатација радника и рађање Синдиката
Од самог почетка, 1849. године, рад у руднику био је изузетно тежак и слабо плаћен, али тек после пола века радници почињу да се удружују у синдикате и да тако удружени воде борбу за боље и подношљивије услове. Како је изгледао рад у руднику кад га је преузело Безимено друштво, сведочи чланак у "Радничким новинама" од 31. јула 1907. године: "Радно време траје од зоре до мрклог мрака. Од јануара до конца марта почиње се рад у 5 сати ујутро па траје до пола 7 увече, на 1,5 сати одмора. Непрекидно се, дакле, време рада 11,5 сати. Осталих месеци не само што се почетак и свршетак рада помера, већ се и време рада пење на 15,5 часова, тако да је просечно радно време, без одмора преко године 12,5 сати." Реалну надницу је смањивао такозвани "трук систем" снабдевања, који је приморавао рударе да своју зараду троше у радничкој кантини, коју су држали "пријатељи" људи из врха предузећа, и у којој је све било много скупље него у околним местима. Посебно оптерећење за рударе била је обавеза да својим тешко зарађеним новцем морају да плаћају материјал који су трошили током рада (олај за осветљавање, барут, каписле и др), а тај материјал се куповао искључиво у рудничком магацину, где је био три пут скупљи него у слободној продаји.
И поред оваквог, ропског стања, одређени облици отпора јављају се тек 1907. године, тачније 4. јула 1907. када је почео први генерални штрајк рудара Мајданпека, организованих у Синдикат. Цео период "владавине" Безименог друштва после тога биће обележен упорним настојањем рудара да се изборе за своја права, али с променљивим успехом. У тој неравноправној борби најчешће су страдали синдикални прваци.
И услови становања у Мајданпеку су били лоши. Боље станове заузели су представници компаније и службеници управе, а већина рудара је становала у потлеушама, које су имале по две просторије са земљаним подом. У једној соби се и кувало, и сушило увек мокро рударско одело, и спавало на једном заједничком кревету од дасака.

### САРТИД и топионица гвожђа
Почетком 20.века, без довољно својих буџетских средстава, а поучена лошим искуством са Мајданпеком, Србија препушта рад на подизању црне металургије аустроугарском капиталу (фирми СТЕГ), издавањем концесија на богата рудишта у источној Србији. Тако је 20. фебруара 1913. године СТЕГ, уз потпору домаћег капитала, основао Српско акционарско рударско топионичко индустријско друштво (САРТИД). Повољна клима која је настала спровођењем нове индустријске политике М. Стојадиновића, са наглашеном применом протекционистичких мера, навела је САРТИД 1937. године да се одлучи на подизање нових индустријских постројења, међу којима се нашла и топионица гвожђа у Мајданпеку.
САРТИД је топионицу у Мајданпеку, према истраживању мр Јована Стојковића, подигао уз техничку сарадњу белгијског Безименог друштва. Пројекат је урадио инжењер Валента са сарадницима, а градња је почела с пролећа 1937. Главни објекат топионице била је висока пећ с планираним капацитетом од 35-40 тона, мада је стварно топила 20-25 т.
Производња је почела већ крајем 1937. године. Висока пећ топила је гвоздену руду на ватри добијеној сагоревањем ћумура. Она је највише топила руду лимонит и тако производила лимонитско гвожђе, које често није било доброг квалитета јер је садржавала штетни сумпор више него што је било потребно, и зато је гвожђе било крто. САРТИД-ова топионица гвожђа у Мајданпеку радила је с променљивим успехом све до 1950.

### Други светски рат
После слома Краљевине Југославије, било је - према М. Станковићу - довољно да се два немачка војника са једним натпоручником, довезу на зелено-жутом мотору марке "циндап" у Мајданпек, и да 14. априла 1941. године приме предају 8. и 26. пука краљевске војске. Та два пука бројала су преко 3.000 наоружаних војника. Мајданпек је био у својеврсном "мртвом углу" између Зајечара и Пожаревца, најближих места у којима су били центри рада КПЈ око које ће се, у време окупације, развити покрет отпора. Због тога овде партијски рад почиње тек у лето 1940. године, и то доласком Велимира Маркићевића за службеника Набављачко-потрошачке задруге. Фактички, немачку окупацију Мајданпек дочекује само са два члана Комунистичке партије - Маркићевићем и Станком Живковићем Французом, металским радником, запосленим у топионици. Станко је једно време боравио у Француској где је постао члан Партије (отуда надимак). Око ове двојице развиће се покрет отпора, који ће у почетку деловати заједно са четницима Леониде Пљешковића. Њих двојица, међутим, нису дочекали ослобођење.
Током окупације, на челу рудника био је инж. Уфналевски, Пољак по народности. Његово држање према радницима и народу за то време било је коректно. Заменици су му били инжењери Глушчевић и Тортер. Општинску власт су чинили кмет Драгош Рајковић са деловођом Бацковићем и добошаром Илијом Аврамовићем.
Чланови покрета отпора својим саботажама и диверзијама често су ометали рад рудника, нарочито транспорт руде жичаром до Доњег Милановца. Непријатељ је ипак успео да до почетка 1943. године нормализује производњу и почне извоз пирита за немачку ратну индустрију. Саботаже активиста НОП-а биле су ограничених размера и носу могле за дужи период да прекину експлоатацију.
Мајданпек је ослобођен 12. септембра 1944. године, тако што је сам народ, вођен ударним групама скојеваца, разоружао четнике и жандарме. Јединице НОВ ушле су у Мајданпек тек сутрадан. Овај датум је дуго светкован као Дан ослобођења, а од 1993. слави се на исти начин, али под називом Дан општине.
Управник топионице у Мајданпеку од јуна 1941. па до лета 1944. године био је машински инжењер Божа Стојановић. Топионица је радила за потребе смедеревског САРТИД-а, а инж. Стојановић, као члан покрета отпора, успешно је спроводио партијски задатак да саботира производњу. У Мајданпек је дошао из Зенице, одакле је, као Србин, отпуштен од стране усташких власти.

### Национализација и врхунац кризе
После завршетка оружаних борби за ослобођење овог краја за рударе и друге раднике Мајданпека главни задатак је био да што пре обнове рудник, радионицу, жичару и електричну централу и почну производњу пирита, а затим и лимонита. То није био лак задатак, јер су немачке трупе, приликом повлачења, уништиле виталне делове рудника, опљачкале насеље и испразниле рударске магацине. Није било довољно ни радника, многи Мајданпечани су ступили у јединице НОВ и наставили борбу за ослобођење других крајева Југославије.
Крајем 1944. године припремљени су за производњу поткопи "Старица", "Стари Александар" и "Марија", а затим и "Нови Душан" и "Бланшар". Производња је почела.
У 1945. години производња је имала нормалнији ток. Рудником је прво управљала Војна комисија, а крајем 1945. године преузела га је Дирекција за црну металургију из Београда. Те године југословенска привреда из Рудника пирита и лимонита Мајданпек добила је 15 шлепова пирита. Закон о национализацији донет је 5. децембра 1946. године. На основу њега привредно предузеће "Безимено друштва бакарних рудника Мајданпек" прешло је у државну својину. "Саобразно прописима основног закона о државним предузећима", наставља да ради, али под називом "Рудник Мајданпек". О томе је донето одговарајуће решење 18. августа 1947. године. Од тога дана почиње нови део историје мајданпечког рудника.
Предмет пословања новог предузећа је, како се наводи у Решењу, "експлоатација пирита и железне руде".
Новоосновано предузеће наставило је да ради на поткопима које је отворило и користило Безимено друштво, са њиховом опремом и радницима. Изасланици Среског суда радили су равно недељу дана на процени вредности национализоване имовине Друштва, и утврдили да иста износи 9.841.039,29 динара.
Недостатак радника и савременије опреме надокнађиван је ударничким радом и радним хероизмом. То је било обележје времена обнове и изградње земље. Радило се ударнички, и није се питало колика је норма и да ли је плата стигла на време. Тада су дошли до изражаја способност и сналажљивост радника предузећа, на чијем су се челу налазили такође обични радници.
Технологија рада у руднику пирита била је стара: јамско ископавање; рударски алати били су лопата, крамп, килавица. Ископана руда товарена је у вагончиће које су гурани до утоварне станице, а затим жичаром, дугом 18 км, пирит и лимонит су превезени до пристаништа у Доњем Милановцу. Најтеже је било после доношења одлуке о престанку производње пирита, почетком 1954. године. Преко 1.000 радника је прешло на биро за запошљавање, јер је на истражним радовима било потребно свега њих 70. Готово сви су живели на ивици глади, у ишчекивању камиона с хлебом који је свакодневно долазио из Кучева. Врхунац кризе у обновљеној историји мајданпечког рудника достигнут је педесетих година. Пирит је био слабог квалитета, па је било и проблема са продајом. Године 1951. из Бора долази инж. Мирко Бизјак, са задатком да првенствено ради на истраживању лежишта бакра, у чему је виђења будућност рудника.

### Нови почетак
1957. одобрена су средства за изградњу Рудника, а тада су почели и први радови, односно припремање прве етаже за површински коп „Јужни ревир“ и терена за изградњу примарног дробљења. Крајем [1958]. године, на коти +620 м брда „Швајс“, почели су први радови „на јаловини“, а за те послове у Мајданпек су стигла четири камиона марке „ЕУКЛИД“.
Прве тоне концентрата бакра испоручене су у Бор 25. јуна 1961. године, а тада је свечано обележен и почетак производње у Руднику бакра Мајданпек. Истог дана у борској Топионици су изливене прве аноде од мајданпечког концентрата.
Експлоатација другог површинског копа у Мајданпеку, „Северног ревира“, након пробне производње и „уходавања“ лежишта, почела је 14. децембра 1983. године, по добијању Решења за извођење радова. До 1993. године тамо је откопавана само руда бакра, а те године почело је и откопавање руде цинка и олова. На површинском копу „Северни ревир“ радило се на три радилишта. Прва руда дата је са лежишта „Централни део“ 1989. године. Радови на полиметаличној руди, на радилишту „Тенка“, почели су у мају 1993. године и трајали су само два месеца. Производња је тамо обновљена 1999. године и поново обустављена две године касније због ниске цене цинка и олова у то време. На радилишту „Долови“ експлоатација порфирске руде почела је јула 1996. године, а прве количине бакра одатле дате су 1999. године.
Рудник злата „Чока Марин“ почео је да ради у мају 2003. године, а прва руда одатле у Мајданпек је стигла три месеца касније. 

## Геологија рудног поља Мајданпек
Рудно поље Мајданпек је локализовано у кредним вулканитима-андезитима, делом у малим субвулканским интрузијама, у гранито-гнајсевима и јурским кречњацима. Минерализација је детаљно дефинисана у зони дугој 5 km, широкој до 300 m, а по дубини неколико стотина метара. Вертикални(дубински) интервал рудне минерализације је већи, међутим истраживања дубљих делова нису вршена зато што су: на почетку експлоатације биле обезбеђене значајне резерве руде; економски критеријуми диктирали могућу дубину експлоатације.
Техничко-економска вредност рудног поља није до краја дефинисана. Са економског, односно са аспекта експлоатације, битни су следећи типови минерализације у рудном пољу:
-порфирски тип, представљен штокверкно-импрегнационом минерализацијом;
-рудна тела масивних сулфида (пирита);
-скарновска минерална парагенеза, која као доминантну компоненту носи магнетит, праћен незнатном количином хематита, пирита, пиротина, локално сфалерита и антимон-оловне сулфосоли;
-олово-цинкова минерална парагенеза;
-кварцне жице са самородним златом.

### Геолошке карактеристике лежишта
Геолошку грађу рудног поља Мајданпек чине следећи литолошки чланови: кристаласти шкриљци амфиболитске фације (амфиболско-биотитски, биотитско-мусковитски и биотитски гнајсеви, лискунски шкриљци, микашисти и кварцити), затим стене фације зелених шкриљаца, серпентинити, дијабази, гнајс, гранити, конгломерати и пешчари, кречњаци титон-валендина, вулканити горње креде и кварцне жице.

## Површински коп „Јужни ревир“

### Геолошка обележја
Порфирско лежиште бакра Јужни ревир је највеће у мајданпечком рудном пољу. У њему се на површинском копу 45 година експлоатише руда. Рудна минерализација није сагледана истражним радовима до најнижих нивоа лежишта. Имајући у виду размере лежишта на откривеној површини, као и основу података добијених исртражним бушењем, може се закључити да се у лежишту налазе значајне рудне резерве са непотпуно утврђеним квалитетом.
Лежиште Јужни ревир је просторно локализовано у хидротермално измењеним андезитима и гнајсевима амфиболитске фације.

### Карактеристике површинског копа
Површински коп „Јужни ревир“ (коп у ужем смислу – без одлагалишта) је елиптичног облика приближне дужине по већој оси од 2.450 м и по мањој од 1.600 м. Највиша тачка копа је приближно на нивоу +588м. Најнижа тачка до које се стигло на копу је 120,4 м. Експлоатација је етажна, са висином етаже од 15 m . До нивоа +350 м површински коп је висинског типа, испод нивоа +350 м коп прелази у дубински тип.
Закључно са 2010. годином са Јужног ревира је дата следећа производња:
| Руда бакра        | 331.108.859 t   |
| Јаловина          | 776.697.772 t   |
| Укупна производња | 1.107.806.631 t |

## Површински коп „Северни ревир“

### Геолошка обележја
Део лежишта Мајданпек Севрни ревир је значајних размера. Састоји се из више рудних тела, од којих су најважнија рудна тела Долови-1 и Долови-2.
Порфирско рудно тело Долови-1 се налази у западном делу Северног ревира. Геолошку средину чине претежно силификовани, хлоритисани, епидотисани и аргилитисани хорбленда-биотитски андезити и стене гнајсног комплекса.
Рудно тело Долови-2 налази се око пола километра северозападно од Мајданпека, односно западно од површинског копа Северни ревир и југоисточно од рудног тела Долови-1. У ортографском погледу терен представља североисточне падине брда Плаурија. У геолошкој грађи рудног тела Долови-2 учествују: дволискунски гнајсеви, јурски кречњаци и горњокредни вулканити.

### Карактеристике површинског копа
Површински коп „Северни ревир“ (коп у ужем смислу – без одлагалишта) је елиптичног облика приближне дужине по већој оси од 1.900 м и по мањој од 1.100 м. Највиша тачка копа је приближно на нивоу +675 м. Најнижа тачка до које је коп стигао јесте 360,6 м. Експлоатише се етажно, са висином етаже од 15 метара (од новембра 1983. године, па до средине 1991. године, етаже приликом откопавања биле су по 25 метара). До нивоа +452 м површински коп је висинског типа, испод нивоа +452 м коп прелази у дубински тип.
Закључно са 2010. годином са „Северног ревира“ је дата следећа производња:
| Руда бакра                               | 37.946.339 t  |
| Руда цинка и олова (полиметалична)       | 575.800 t     |
| Јаловина                                 | 141.783.047 t |
| Укупна производња                        | 180.305.186 t |
| Концентрат цинка и олова (полиметалични) | 25.383 t      |
| Цинк                                     | 9.145 t       |
| Олово                                    | 2.199 t       |

## Резерве и квалитет руде
Према расположивим подацима геолошке резерве суве руде у лежишту Северни ревир износе око 220x10^6t са просечним садржајем бакра 0,306%, злата 0,263g/t и сребра 2,001g/t, са укупном количином бакра 673880t, злата 57878 kg и сребра 440537 kg.
Геолошке резерве у лежишту Јужни ревир износе око 405x10^6t суве руде, са просечним садржајем бакра 0,335%, злата 0,188g/t и сребра 1,26g/t, или са укупном количином бакра 1356670t, злата 76256 kg и сребра 510883 kg.
Овим геолошким резервама треба додати и резерве са локалитета Чока Марин: 2059575t суве руде са просечним садржајем 0,918% бакра, 2,882g/t злата и 18,761g/t сребра, 8,484% цинка и 3,171% олова.